# Steeler (band)
Steeler a fost o formație americană de muzică heavy metal, înființată în Nashville, Tennessee, de către solistul Ron Keel în 1981, și este remarcată pentru colaborarea lor cu Yngwie Malmsteen, cel mai remarcat chitarist virtuos al tuturor timpurilor, la sosirea sa în Statele Unite. Trupa s-a desființat în 1983, după plecarea lui Yngwie Malmsteen, dar continuă activitatea sub numele de Keel.